# Hermannia pearsonii
Hermannia pearsonii är en malvaväxtart som beskrevs av Arthur Wallis Exell och Mendonca. Hermannia pearsonii ingår i släktet Hermannia och familjen malvaväxter. Inga underarter finns listade i Catalogue of Life.